# Surzenie

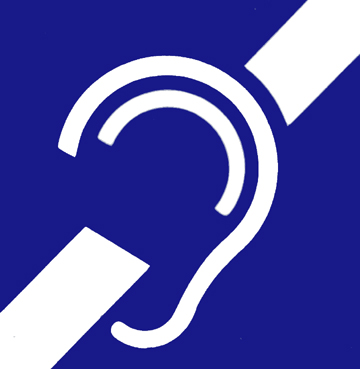
Simbolul internațional pentru surzenie sau auz deficitar

Surzenia este lipsa totală sau parțială a auzului. De multe ori este vorba de un defect din naștere, o consecință a unei boli sau a unui accident. Oamenii surzi nu percep o gamă mai mică sau mai mare din frecvențele pe care le percep oamenii sănătoși. Cel mai mic nivel al auzului pe care oamenii obișnuiți îl pot percepe este numit „prag de audibilitate”. La oamenii cu probleme de auz acesta se află la un nivel mai ridicat sau nu există deloc, în cazul surzeniei totale.
Există diferite tipuri de aparate speciale care pot măsura senzitivitatea auditivă. De asemenea există aparate minuscule, plasate în ureche, care amplifică sunetele pentru o compensare a surzeniei parțiale.
Copiii surzi din naștere pot fi totuși ajutați să învețe să vorbească - de către personal și medici specializați în logopedie.